# Birger Brosa
Birger Brosa eller Birger af Bjälbo (død 9. januar 1202 på Visingsö) var jarl af Sverige i 1174-1202 og en af Sveriges største statsmænd .
Birger Brosa var søn af Bengt Snivil, og han giftede sig før 1170 med Birgitta Haraldsdatter, datter af kong Harald Gille af Norge. Birgitta havde tidligere været gift med Magnus Henriksson, som havde regeret i Uppsala i 1160-1161. Birger Brosa bar en lilje i sit våben. Tilnavnet Brosa betyder, ifølge islandske kilder fra 1300-tallet, den smilende.
Han var sin tids mægtigste mand i Östergötland og ejede foruden Bjälboslægtens hovedgård også gårde i Östergötland, Närke og Värmland. Det er også sandsynligt, at han havde gårde i Sörmland, havde  patronatsret til Sankt Eskils kirke i Sörmland og var også en stor velgører for Riseberga kloster, hvor Birgitta tilbragte sine tre sidste år, efter at Birger døde.
Han synes at have været en særdeles stærk og stabil lederskikkelse, som det med store politiske evner lykkedes at holde fred i en lang periode i Sverige. Karakteristisk nok udbrød der store og blodige magktkampe næsten umiddelbart efter, at han døde.

## Fiktion
- I Jan Guillous roman-trilogi er Birger Brosa farbror til Eskil Magnusson og hans fiktive bror Arn Magnusson ved at være en yngre bror til deres far Magnus.